# Owen Beck (Boxer)
Owen Le Franc Beck (* 31. Mai 1976 in Negril, Jamaika) ist ein jamaikanischer Schwergewichtsboxer. Sein Spitzname ist What the Heck. Er ist beim amerikanischen Promoter Don King unter Vertrag. Dessen Sohn Carl King ist sein Manager.

## Profikarriere
Beck begann seine Profikarriere 1998. Nach 24 erfolgreichen Profikämpfen gegen vorwiegend unbekannte Aufbaugegner (unter anderem Taurus Sykes) bekam er trotz Zweifeln an seiner sportlichen Qualifikation am 5. Februar 2005 die Möglichkeit, in einem Ausscheidungskampf um die erste Ranglistenposition der Verbände WBC und IBF gegen den bei Don King unter Vertrag stehenden Monte Barrett anzutreten und sich durch einen Sieg das Recht auf einen Titelkampf gegen die Weltmeister dieser Verbände zu erwerben.
Beck verlor jedoch durch technischen KO in der neunten Runde.
Schon in seinem nächsten Kampf am 3. September 2005 musste er gegen den ebenfalls von Don King betreuten 35-jährigen Ray Austin eine weitere Niederlage hinnehmen. Diesmal unterlag er knapp nach Punkten.
Am 7. Januar 2006 gewann er gegen den Halbschwergewichtler Darnell Wilson.
Obwohl Owen Beck noch keinen Boxer besiegen konnte, der in unabhängigen Ranglisten zum Zeitpunkt des Kampfes unter den Top 100 figurierte, zweimal jedoch gegen solche Gegner verlor, wurde er von WBA-Titelträger Nikolai Walujew und seinem Promoter Wilfried Sauerland als würdiger Herausforderer anerkannt. So verpflichtete man ihn als Gegner für die erste freiwillige Titelverteidigung Walujews am 3. Juni 2006 in Hannover. Er verlor den Kampf jedoch durch technischen K. o. in der dritten Runde.